# G7-Gipfel in Paris 1989

Der Grande Arche, Austragungsort des 15. G7-Gipfels.

Der G7-Gipfel in Paris 1989 war die 15. Konferenz der G7-Gruppe, die zwischen dem 14. und 16. Juli 1989 in Paris stattfand. Der Austragungsort des Gipfels war der Grande Arche, welcher kurz vorher im Rahmen der Zweihundertjahrfeier der Französischen Revolution fertiggestellt wurde.
Teilnehmer des inoffiziellen Forums der sieben reichsten Industrienationen waren Gastgeber Paris mit Staatspräsident François Mitterrand, Kanada vertreten durch Brian Mulroney, die Bundesrepublik Deutschland vertreten durch Helmut Kohl, Italien vertreten durch Ciriaco De Mita, Japan vertreten durch Sōsuke Uno, das Vereinigte Königreich vertreten durch Margaret Thatcher sowie die Vereinigten Staaten vertreten durch George H. W. Bush. Einen Beobachterstatus hatte Jacques Delors, Präsident der Europäischen Kommission.
Ein sehr großer Teil des Gipfels (ca. 50 %) wurden der Umweltpolitik gewidmet.

## Hauptthemen
- Umweltpolitik
- Internationale Wirtschaftssituation
- Internationale währungspolitische Entwicklung und Koordination
- Verbesserung der wirtschaftlichen Effizienz
- Handelsprobleme
- Allgemeine Entwicklungsprobleme
- Situation in den ärmsten Ländern der Welt
- Verbesserte Schuldenstrategie für stark verschuldete Länder
- Drogenprobleme
- Internationale Kooperation gegen AIDS

## Teilnehmer
| Bundesrepublik Deutschland | Helmut Kohl         |
| Frankreich                 | François Mitterrand |
| Italien                    | Ciriaco De Mita     |
| Japan                      | Sōsuke Uno          |
| Kanada                     | Brian Mulroney      |
| Vereinigte Staaten         | George H. W. Bush   |
| Vereinigtes Königreich     | Margaret Thatcher   |
| Europäische Union          | Jacques Delors      |